# Михайловский сельский совет (Скадовский район)
Михайловский сельский совет (укр. Михайлівська сільська рада) — входит в состав
Скадовского района
Херсонской области
Украины.
Административный центр сельского совета находится в 
с. Михайловка
.

## История
- 1833 — дата образования.

## Населённые пункты совета
- с. Михайловка
- с. Беленькое
- с. Карабулат
- с. Новосёлка
- с. Проминь
- с. Труд